# Steinrode
Steinrode è un comune tedesco soppresso, il cui territorio dal 1º dicembre 2011 fa parte del comune di Sonnenstein, in Turingia.